# Лоберг (Баварска)
Лоберг (њем. Lohberg) општина је у њемачкој савезној држави Баварска. Једно је од 38 општинских средишта округа Кам. Према процјени из 2010. у општини је живјело 2.048 становника. Посједује регионалну шифру (AGS) 9372178.

## Географски и демографски подаци
Лоберг се налази у савезној држави Баварска у округу Кам. Општина се налази на надморској висини од 636 m. Површина општине износи 59,2 km². У самом мјесту је, према процјени из 2010. године, живјело 2.048 становника. Просјечна густина становништва износи 35 становника/km².